# Mohni
Mohni (švédsky: Ekholm) je estonský ostrov ve Finském zálivu v Baltském moři. Nachází se asi 4,5 km na sever od vesnice Viinistu v obci Kuusalu v okrese Harjumaa.
Rozloha činí 62,5 ha, jeho délka činí 2,3 km a šířka 250 metrů. Území ostrova je protáhlé v severojížním směru, délka pobřeží činí asi 6 km.
Na ostrově v roce 2011 žili dva obyvatelé.
Na ostrově se nachází:
- kulturní památka maják Mohni, který byl postaven v roce 1852, včetně budov a hřbitova.
- přírodní památka bludný balvan Jaanitule kivi o velikosti 7 x 6 x 5,2 m[3]
- ostrov je součástí Národního parku Lahemaa

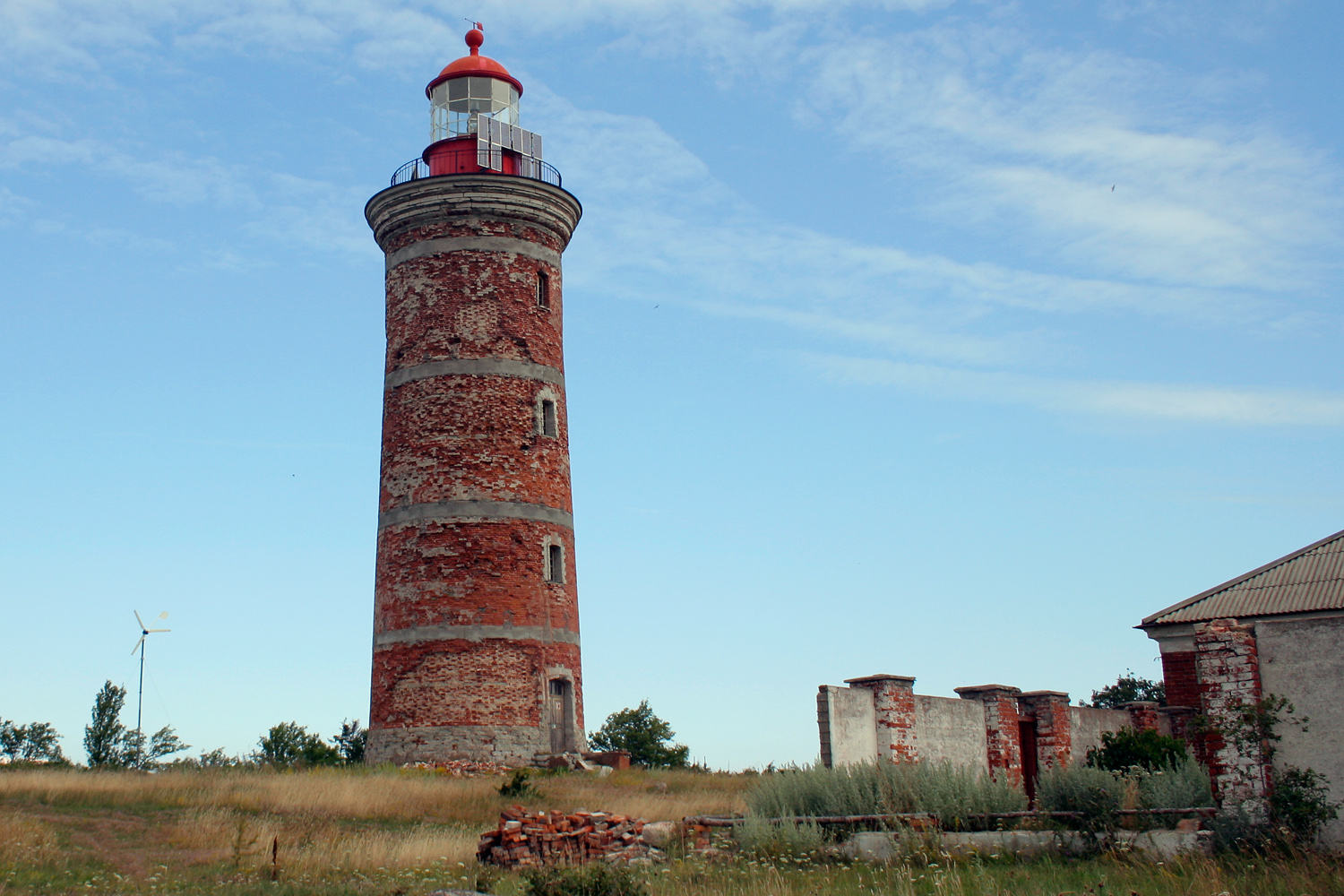
Maják
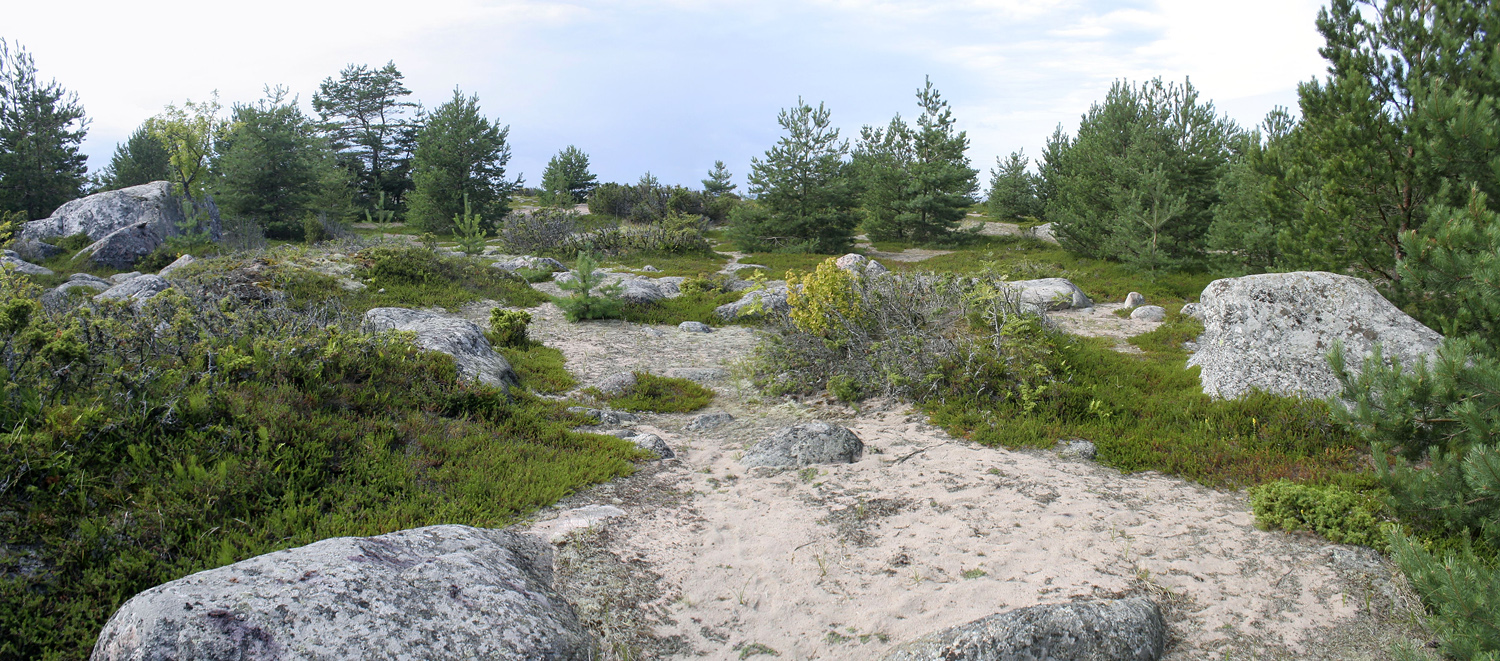
Rezervace
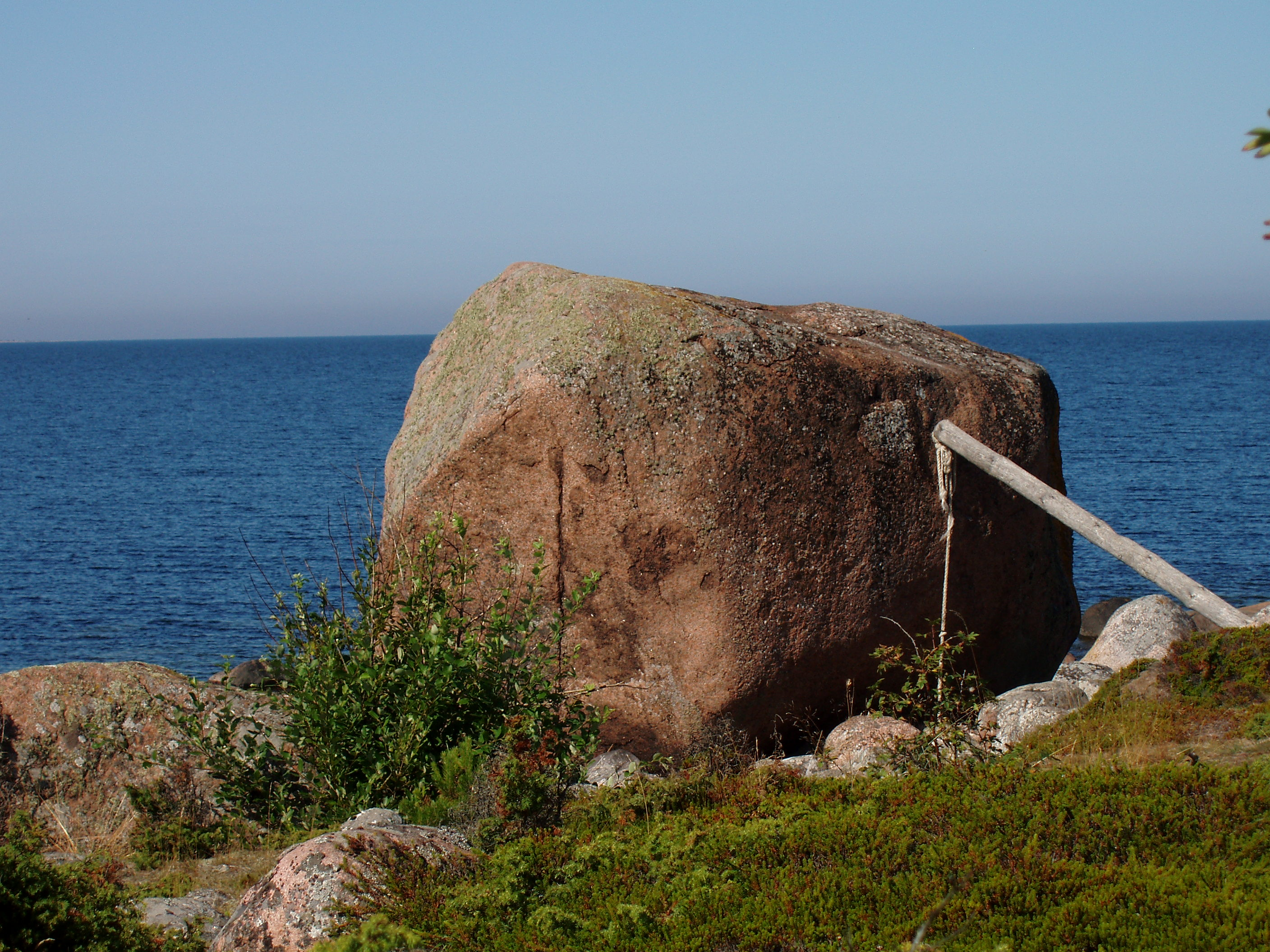
Jaanitule kivi
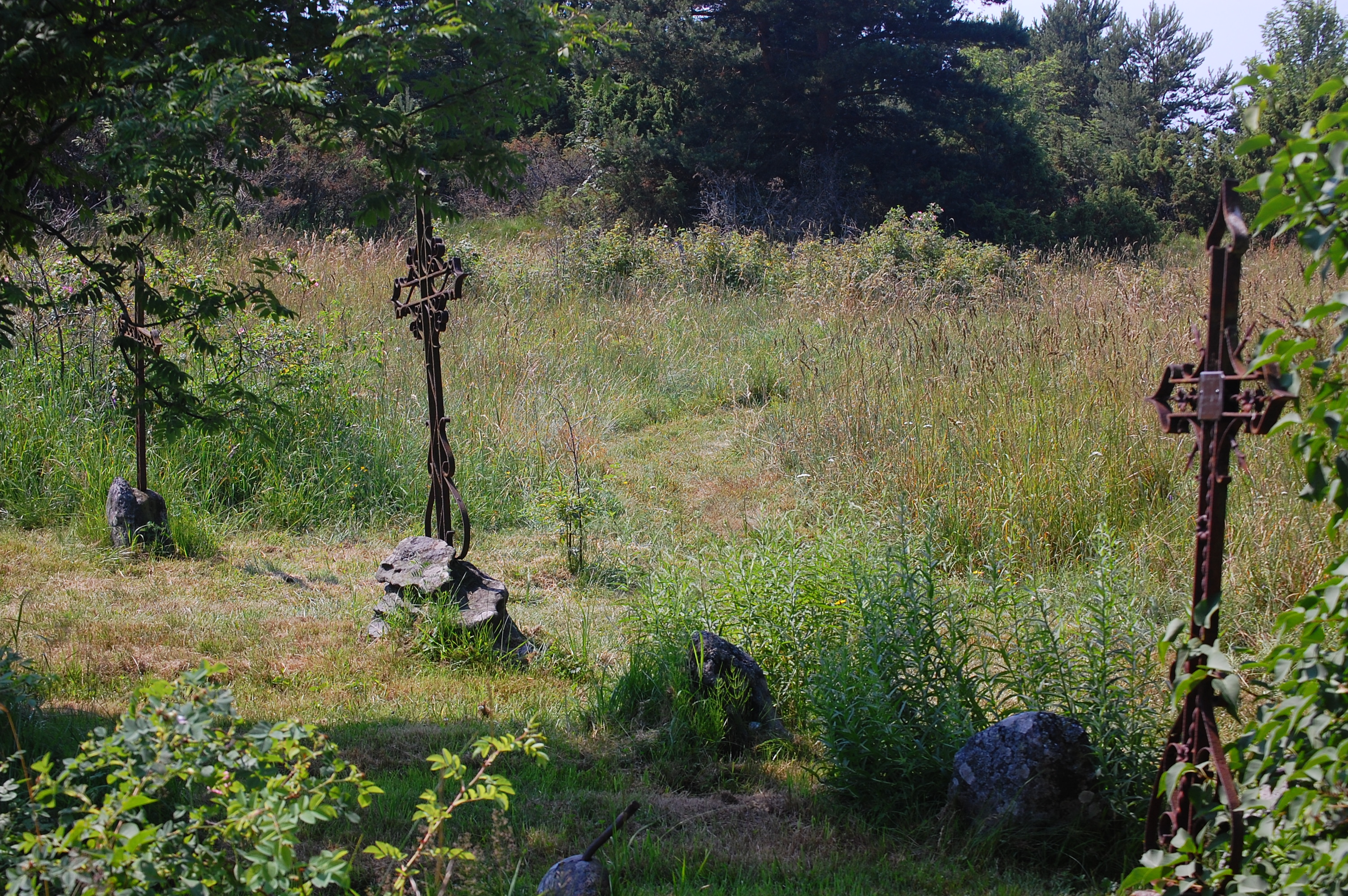
Hřbitov majáku–kulturní památka